# Lakeview Heights
Lakeview Heights é uma cidade localizada no estado americano de Kentucky, no Condado de Rowan.

## Demografia
Segundo o censo americano de 2000, a sua população era de 251 habitantes.
Em 2006, foi estimada uma população de 241, um decréscimo de 10 (-4.0%).

## Geografia
De acordo com o United States Census Bureau tem uma área de
0,4 km², dos quais 0,4 km² cobertos por terra e 0,0 km² cobertos por água.

## Localidades na vizinhança
O diagrama seguinte representa as localidades num raio de 36 km ao redor de Lakeview Heights.